# Боб Джек
Боб Джек (справжнє ім'я — Тарас Андрійович Михайлов; нар. 11 липня 1971, Ленінград, СРСР) — колишній російський режисер порнофільмів, а також письменник, композитор, співак і колишній продюсер музичного проєкту «Катя Самбука».

## Життєпис
Став відомим участю у порнофестивалях FICEB у Барселоні, у міжнародній московській виставці X'Show, а також як експерт у питаннях еротики на російському телебаченні. Герой фільму MTV «Зірки російського порно» — документальної стрічки, що складається з фільмів Боба Джека, де знялася Олена Беркова.
У 2013 році прийняв пропозицію взяти участь в експерименті мільярдера зі США Денніса Тіто, першого космічного туриста, який пообіцяв профінансувати експедицію на Марс для подружжя.

## Особисте життя
- Перша дружина — порноакторка Тетяна Скоморохова (нар. 27.08.1977)[9][10].
- Друга дружина (до 2015) — Катя Самбука. Також вона є однією з героїнь автобіографічного роману Боба Джека «Por-no!»[11]. У 2015 році подружжя розлучилося зі скандалом[12][13][14]. Пара має дочку Звану.

## Книги
- Боб Джек. POR-NO!. — СПб. : Амфора, 2007. — 344 с. — (СтогOFF Project) — 5000 прим. — ISBN 978-5-367-00619-3.

## Фільмографія
Як режисер
- 2006 — «Таня Таня. Королева порно»[15]
- 2006 — «Таніни Канікули»[16]
- 2006 — «Сексодром»
- 2007 — «Російські професіАналки»
- 2008 — «Амазонки віддають перевагу вікінгам»

Як актор
- 2016 — «Друге щастя або кіно за 40 годин».

## Дискографія
- 2017 — «Shake Dat Ass»[17]
- 2018 — «Ендорфіни»[18]
- 2018 — «The Ballad of Valid»[19]

## Кліпи
Понад 1,5 мільйона переглядів:
- 2018 — «Ендорфіни»[20].